# Perlesta xube
Perlesta xube is een steenvlieg uit de familie borstelsteenvliegen (Perlidae). De wetenschappelijke naam van de soort is voor het eerst geldig gepubliceerd in 1997 door Stark & Rhodes.